# Manuela Roani
Manuela Roani est une joueuse italienne de volley-ball née le 13 février 1983 à Fabriano. Elle mesure 1,86 m et joue au poste de réceptionneuse-attaquante.

## Clubs
| Club                    | Pays   | De        | À         |
| ----------------------- | ------ | --------- | --------- |
| Pallavolo Sassoferrato  | Italie | 1994-1995 | 1996-1997 |
| Pallavolo Fabriano      | Italie | 1997-1998 | 2001-2002 |
| Pallavolo Gubbio        | Italie | 2002-2003 | 2002-2003 |
| Roma Pallavolo          | Italie | 2003-2004 | 2003-2004 |
| Pallavolo Reggio Emilia | Italie | 2004-2005 | 2004-2005 |
| River Volley Piacenza   | Italie | 2005-2006 | 2005-2006 |
| Original Marines Arzano | Italie | 2006-2007 | 2006-2007 |
| Castellana Grotte       | Italie | 2007-2008 | 2008-2009 |
| Roma Pallavolo          | Italie | 2009-2010 | 2009-2010 |
| Tiboni Urbino           | Italie | 2010-2011 | 2010-2011 |
| Parma Volley            | Italie | 2011-2012 | 2011-2012 |
| Minerva Volley Pavie    | Italie | 2012-2013 | 2012-2013 |
| Volley 2002 Forlì       | Italie | 2013-2014 | …         |

## Palmarès
- Coupe de la CEV
  - Vainqueur : 2011.